# Molly Killingbeck
Mary Elizabeth »Molly« Killingbeck, kanadska atletinja, * 2. marec 1959, Clarendon, Jamajka.
Nastopila je na olimpijskih igrah v letih 1984 in 1988, leta 1984 je osvojila srebrno medaljo v štafeti 4×400 m. Na panameriških igrah je osvojila dve srebrni medalji v isti disciplini, na igrah Skupnosti narodov pa dve zlati medalji v štafeti 4x400 m ter srebrno medaljo v štafeti 4×100 m.